# Shinobu Ito
Shinobu Ito (伊藤 仁 Ito Shinobu?, nacido el 7 de mayo de 1983 en Saitama) es un exfutbolista japonés. Jugaba de centrocampista y su último club fue el Mito HollyHock de Japón.

## Trayectoria

### Clubes
| Club           | País  | Año         |
| -------------- | ----- | ----------- |
| Cerezo Osaka   | Japón | 2002 - 2003 |
| Mito HollyHock | Japón | 2004 - 2005 |